# Sören Meng
Sören Meng (* 25. Juni 1974 in Ottweiler) ist ein deutscher Politiker (SPD). Er ist seit 2016 Landrat des Landkreises Neunkirchen.

## Leben
Sören Meng wuchs in Wiebelskirchen auf. Er besuchte das Gymnasium Ottweiler, wechselte dann aber zur Realschule, wo er den Mittleren Bildungsabschluss erwarb. Von 1991 bis 1994 machte er eine Ausbildung zum Fachangestellten für Arbeitsförderung. Über eine Abendfachoberschule erwarb er die Fachhochschulreife. Von 1997 bis 2010 arbeitete er beim Landkreis Neunkirchen, unter anderem als Leiter des Amtes für Öffentlichkeitsarbeit. Hier erwarb er von 2000 bis 2002 die Befähigung für den gehobenen Verwaltungsdienst. Zuletzt war er Beigeordneter der Kreisstadt Neunkirchen und leitete als Dezernent das Amt für Soziale Dienste, Jugend und Senioren, das Schul-, Sport- und Kulturamt sowie das Standesamt.
Seit 1991 ist er Mitglied der SPD. Er war Vorsitzender der Jusos in Neunkirchen und gehörte von 1995 bis 1999 dem Ortsrat von Wiebelskirchen an. Anschließend wurde er Mitglied des Neunkircher Stadtrates.
Als der Posten des Landrates des Landkreises Neunkirchen durch das vorzeitige Ausscheiden von Cornelia Hoffmann-Bethscheider vakant wurde, startete er als SPD-Kandidat und trat als Direktkandidat gegen Tobias Hans (CDU) und  Tina Schöpfer (Die Grünen) an. Er konnte sich in einer Stichwahl am 22. November 2015 gegen Tobias Hans durchsetzen. Er trat sein Amt am 1. Januar 2016 an. Er wurde im Juni 2024 wiedergewählt.